# Villa Janka (Kadaň)
Villa Janka (čp. 740) je secesní dům ve Dvořákově ulici (dříve Taneční zahrada podle stejnojmenného výletního restaurantu) na Prunéřovském předměstí v Kadani. Společně s domem čp. 749 tvoří jakýsi vilový dvojdům s výraznými rohovými arkýři a velkou zahradou. Stavba byla dokončena roku 1911. Autorem projektu a zároveň stavebníkem a prvním majitelem byl kadaňský architekt Josef Peter, který však část domu s čp. 740 záhy prodal magistru farmacie a kadaňskému lékárníkovi Emilu Jankovi. V současnosti je vila opatřena domovním znamením a je tak známa jako dům U Aeskulapa.

## Historie

### Výstavba
Dvojdům čp. 740/749 není striktně vzato vilou, není však ani klasickým řadovým domem. Vykazuje několik typicky vilových prvků, jako rozsáhlou zahradu, nebo výrazné rohové arkýře. Projekt vypracoval a zároveň realizoval kadaňský stavitel a architekt Josef Peter, sám majitel jiné vily na Prunéřovském předměstí (Villa Peter) a autor celé řady dalších kadaňských vil z přelomu 19. a 20. století.
Ve vlastnictví Emila Janky se Villa Janka proměnila ve skutečně reprezentativní budovu. Interiéry byly opatřeny omítkami s velkolepými secesními dekory a mobiliářem od slavné uměleckořemeslné dílny Wiener Werkstätte, která od roku 1909 provozovala prodejnu v Karlových Varech.
Malované omítky i dochovanou secesní vitráž nechali současní majitelé zrekonstruovat. Rekonstrukcí prošla také fasáda domu, kterou rovněž zdobí secesní prvky.
Na fasádě domu je čtvercové domovní znamení s hadem a číší, instalované v roce 2010, jehož autorem je kadaňský výtvarník Herbert Kisza. Asklépios, nebo také Aeskulap, byl v řecké i římské mytologii bohem lékařství, jeho dcerou byla Hygieia (Hygie), bohyně zdraví a čistoty. Zobrazován bývá s holí ovinutou hadem, považovaným za užovku stromovou, zvanou též Aeskulapova, která se vzácně vyskytuje u Stráže nad Ohří na historickém Kadaňsku. Tzv. Aeskulapova hůl je považována za symbol lékařství, někdy ji však nahrazuje had ovinutý kolem číše, z níž zároveň pije, což je i případ tohoto domovního znamení. Jde o symbol, jenž přímo odkazuje na Hygieiu, který se v osvícenském 18. století stal všeobecným emblémem zdraví a hygieny umisťovaným na nemocnice a lázeňské budovy.

### Majitelé
Prvním majitelem celého objektu byl zřejmě stavitel Josef Peter, který však jeho část s číslem popisným 740 záhy prodal. Dům se tak stal vlastnictvím kadaňského lékárníka Emila Janka (1860–1940), který jej obýval se svou manželkou Emilií (1868–1935), rozenou Gutfreund. Emilie pocházela z Čermníků nedaleko Kadaně. Emila Janka si vzala za muže roku 1888 v kostele sv. Václava v Čachovicích. Emil Janka byl studentem na gymnáziu v Kadani (k roku 1873 je doloženo, že do vznikajících přírodovědných sbírek daroval mloka), poté co absolvoval lékárnický kurz, úspěšně složil zkoušku na Lékařské fakultě německé Karlo-Ferdinandovy univerzity v Praze.
Historie rodu Jankových sahá v Kadani již do 16. století. V děkanském kostele Povýšení sv. Kříže se dochovala náhrobní deska měšťanky Anny Voigt, rozené Janka, která zemřela roku 1703 a jejíž manžel Johannes Voigt byl městským lékařem. Dům čp. 78 na hlavním kadaňském náměstí vlastnil v letech 1695 až 1721 Franziskus Ignaz Janka, magistr filosofie, císařský veřejný notář a městský radní. Roku 1862 patřil k hlavním podporovatelům zřízení střední zemědělské školy v Kadani Josef Philipp Janka. V majetku této významné kadaňské měšťanské rodiny byl také starobylý dům U Immaculaty (čp. 115), který Marie Janka roku 1935 darovala Spolku přátel muzea v Kadani, a ten zde následně otevřel svou hlavní muzejní expozici.
Častým návštěvníkem Villy Janka byl majitelův vnuk JUDr. Emil Janka (narozen 1894), který zastával funkci ředitele Městského úřadu v Kadani a od roku 1936 působil také jako městský archivář. Je autorem vlastivědných studií z kadaňských dějin, které v letech 1936 a 1937 vycházely v novinách Kaadner Zeitung , ale také jako samostatné brožury. Po zřízení Sudetské župy působil v Chebu, kde se v dubnu 1945 stal jeho posledním německým starostou. Byl to právě on, kdo 26. dubna 1945 kapituloval v Chebu před americkou armádou. Tou dobou byl však již Emil Janka pět let po smrti a jeho vila v Kadani se stala po konfiskaci majetkem československého státu.